# Froyelles

Froyelles este o comună în departamentul Somme, Franța. În 1 ianuarie 2022 avea o populație de 94 de locuitori.